# Simone Rosalba
Simone Rosalba, né le 31 janvier 1976 à Paola en Italie, est un ancien joueur de volley-ball italien. Il mesure 1,97 m et joue attaquant de pointe. Il totalise 122 sélections en équipe nationale d'Italie.*

## Clubs
| Club          | Pays   | De        | À         |
| ------------- | ------ | --------- | --------- |
| Ravenne       | Italie | 1993-1994 | 1996-1997 |
| Macerata      | Italie | 1997-1998 | 2000-2001 |
| Milan         | Italie | 2001-2002 | 2002-2003 |
| Piacenza      | Italie | 2003-2004 | 2003-2004 |
| Vibo Valentia | Italie | 2005-2006 | …         |

## Palmarès
- En club
  - Coppa Italia : 2001
  - Ligue des champions : 1994
  - Coupe de la CEV : 2001
  - Supercoupe d'Europe : 1993

- En équipe nationale d'Italie
  - Championnat du monde : 1998
  - Championnat d'Europe : 1999
  - Ligue mondiale : 1995, 1997, 1999, 2000